# Eleição primária do Partido Republicano no Arkansas em 2012
A eleição primária do Partido Republicano do Arkansas em 2012 foi realizada em 22 de maio de 2012. O Arkansas terá 36 delegados na Convenção Nacional Republicana.
Os candidatos que estarão na cédula de votação incluem: Mitt Romney, Ron Paul, Rick Santorum e Newt Gingrich.

## Resultados
| Eleição primária do Partido Republicano no Arkansas em 2012 | Eleição primária do Partido Republicano no Arkansas em 2012 | Eleição primária do Partido Republicano no Arkansas em 2012 | Eleição primária do Partido Republicano no Arkansas em 2012 |
| Candidato                                                   | Votos                                                       | Percentagem                                                 | Estimativa de delegados nacionais                           |
| ----------------------------------------------------------- | ----------------------------------------------------------- | ----------------------------------------------------------- | ----------------------------------------------------------- |
| Mitt Romney                                                 | 104.200                                                     | 68,39%                                                      | 33                                                          |
| Ron Paul                                                    | 20.399                                                      | 13,39%                                                      | 0                                                           |
| Rick Santorum                                               | 20.308                                                      | 13,33%                                                      | 0                                                           |
| Newt Gingrich                                               | 7.453                                                       | 4,89%                                                       | 0                                                           |
| Unpledged delegates:                                        | Unpledged delegates:                                        | Unpledged delegates:                                        | 3                                                           |
| Total:                                                      | 152.360                                                     | 100%                                                        | 36                                                          |

| Obs: | Desistiu da disputa |